# 陳士琢

陳士琢

陳士琢（越南语：／；1843年—？年），越南阮朝官員。

## 生平
陳士琢是河靜省德壽府宜春縣丹海總丹場社（今屬河靜省宜春縣春丹社）人，紹治三年（1843年）出生。建福元年（1884年），陳士琢參加乂安場鄉試，考中舉人。成泰元年（1889年），會試中格，庭試考中第三甲同進士出身。後任升平知府。